# Liste von Seen in Sachsen-Anhalt

Sachsen-Anhalt

Die Liste der Seen in Sachsen-Anhalt ist eine unvollständige Aufzählung von Seen, Badeseen, Stauseen und Weihern in Sachsen-Anhalt.

## A

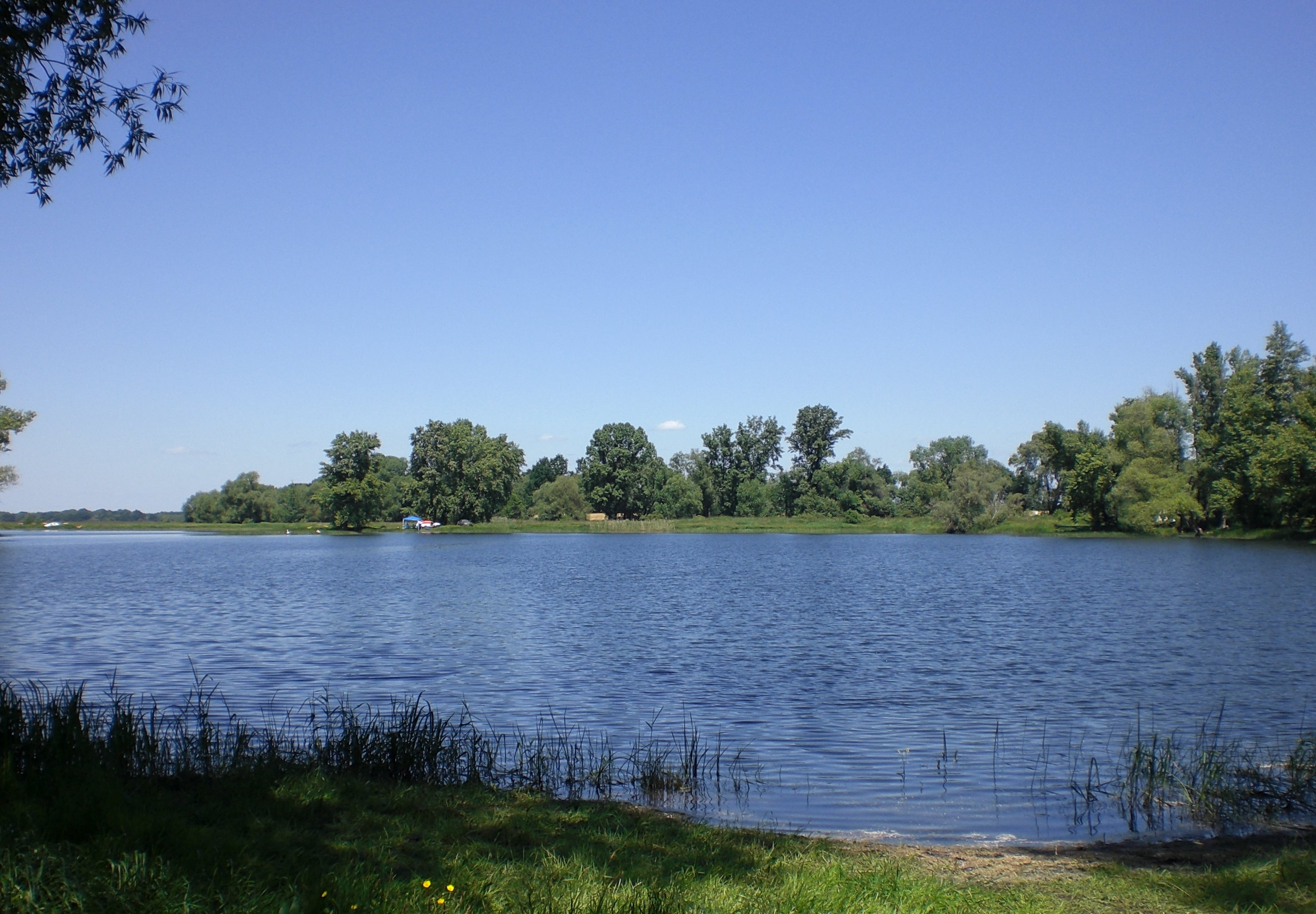
Randauer Baggerloch

Adolf-Mittag-See – Angersdorfer Teiche – Arendsee (See) – Ascherslebener See

## B
Barleber See I – Barleber See II – Bauerngraben – Bergwitzsee – Bindersee – Blauer See (Sachsen-Anhalt) – Blauer See (Hüttenrode) – Blaues Auge (Bad Schmiedeberg) – Bruchsee (Halle)

## C
Concordiasee (Seeland) – Cösitzer Teich

## D
Der Schwarze Krüger

## E
Edersee (Plötzky)

## F

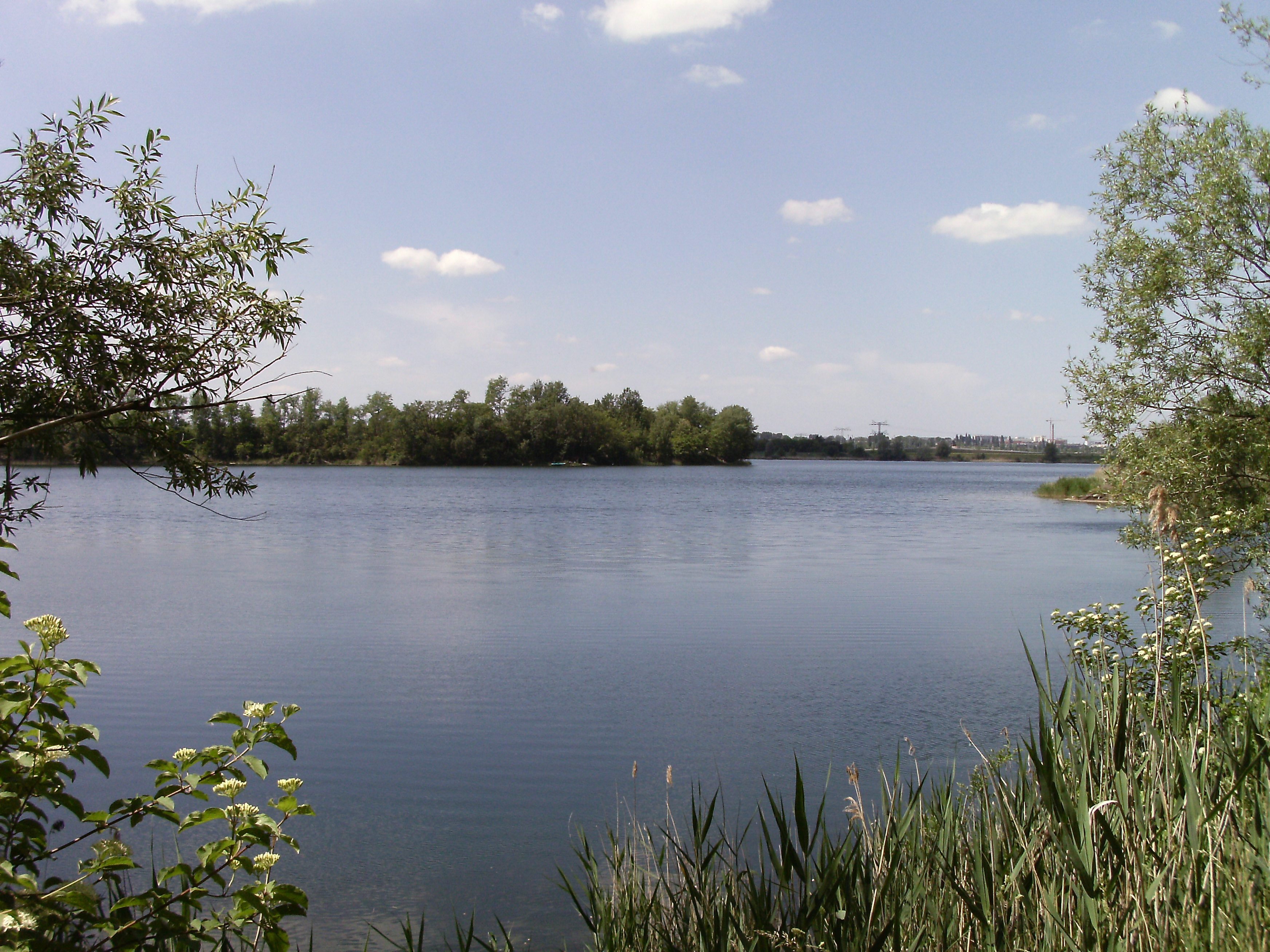
Hufeisensee

Friedrichsbad – Fuchsbusch

## G
Geiseltalsee – Giselasee – Gremminer See – Großer Goitzschesee – Gröberner See – Grüner Teich (Tornitz)

## H
Heidesee (Heide) – Hohenweidener See – Hufeisensee – Hungersee (Breitungen)

## K
Kernersee – Kiesgrube Adria – Kirchteich (Halle) – Kolumbussee – Königsee (Plötzky) – Kuhlenhagen – Kulk (Gommern)

## L
Lappwaldsee – Löderburger See

## M

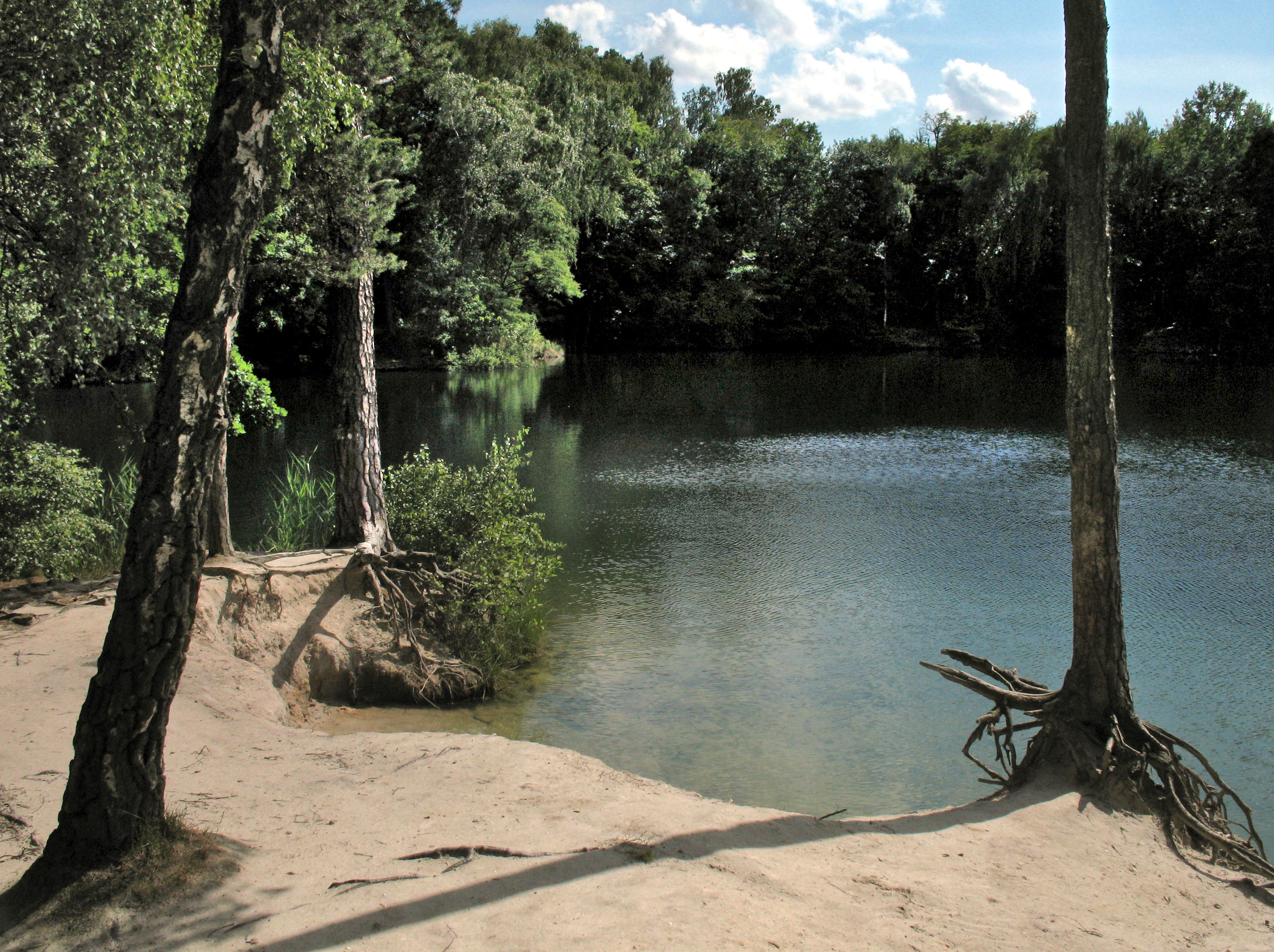
Blaues Auge (Bad Schmiedeberg)

Mondsee (Sachsen-Anhalt)

## N
Neustädter See I (Sachsen-Anhalt) – Neustädter See II (Sachsen-Anhalt)

## O
Osendorfer See

## P
Paupitzscher See

## R
Randauer Baggerloch – Rappbode-Talsperre – Raßnitzer See – Rattmannsdorfer See – Rohrteich – Runstedter See – Rüsternpfuhl

## S

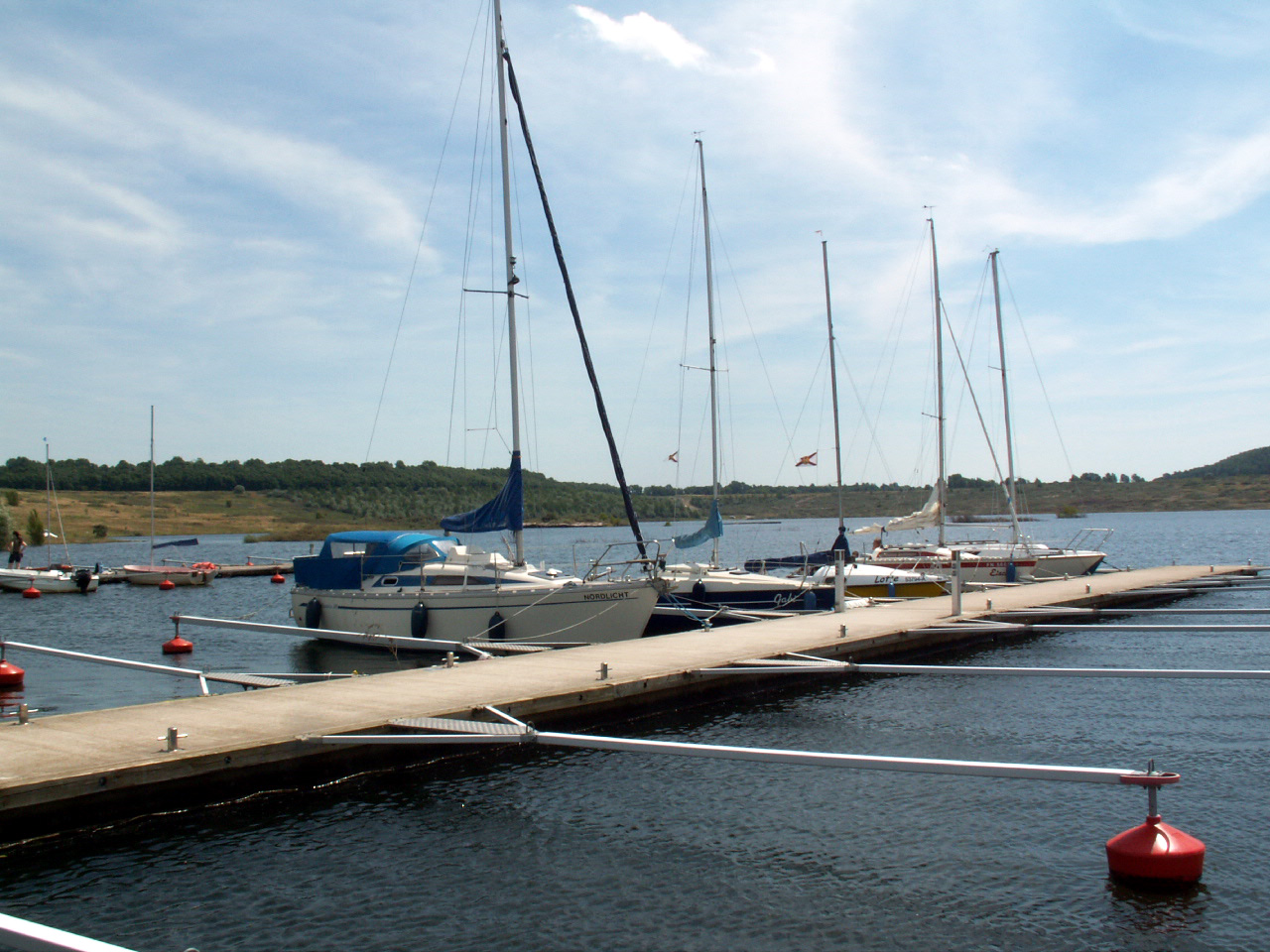
Concordiasee (Seeland)

Salbker See I – Salbker See II – Salziger See – Schönitzer See – Schwarzkopfkolk – Seelhausener See – Silbersee (Calvörde) – Sonnensee (Magdeburg) – Steinbruchsee Halle-Neustadt – Sternsee – Süßer See

## W
Wallendorfer See – Wörlitzer See